# Bitka kod Klane 2. veljače 1559.
Bitka kod Klane naziv je za ratni sukob od 2. veljače 1559. gdje su Turci, pod vodstvom Malkoč–bega doživjeli težak poraz.

## Pregled
Zahvaljujući sustavu obrane, koji je izradio Ivan Lenković, i snalažljivosti vojnika u kaštelu Gradina, iznad Klane i samih stanovnika Klane, sva djeca su bila sklonjena u šumi Dlito, a naoružani muškarci u šumu Čritež. Dok su Turci bili zaokupljeni opsadom kaštela Gradine, Klanjci su im prošli iza leđa te dočekali nespremne Turke. Tako nespremni i iznenađeni izgubili velik broj vojske što je nanijelo tešku štetu osmanskoj vojsci.
Nakon bitke brojni klanski kovači su od osmanskih mačeva i sablji, izradili noževe za kućnu uporabu, koji su se mogli vidjeti po klanjskim kućama sve donedavno.